# 루이스 아라고네스
루이스 아라고네스 수아레스(스페인어: Luis Aragonés Suárez ˈlwis aɾaɣoˈnes ˈswaɾeθ[*]; 1938년 7월 28일, 마드리드 주 오르탈레사 ~ 2014년 2월 1일, 마드리드 주 푸엥카랄-엘 파르도)는 스페인의 전 축구 선수이자 감독이다.
아라고네스는 현역 시절 대부분을 아틀레티코 마드리드에서 선수이자 감독으로 보냈다. 그는 1960년대 말에서 1970년대 초까지 이어지는 아틀레티코의 전성기를 대표하는 선수이자 감독이었다. 알레티는 리그를 4차례 우승하였고, 1974 유러피언컵 결승전에도 진출했었다. 1964년부터 1974년까지, 그는 아틀레티코 마드리드 소속으로 265번의 라 리가 경기에 출전해 123골을 넣었다. 그는 여러 다른 구단에서도 활약한 전적이 있는데, 이 중에는 레알 마드리드가 있었고, 스페인 국가대표팀 경기에도 11번 뛰어 3골을 기록했다.
아틀레티코 마드리드 외에도 그는 7개의 다른 라 리가 구단 사령탑을 맡았고, 스페인 국가대표팀을 이끌고는 2008년에 자국의 통산 2번째 UEFA 유럽 축구 선수권 대회 우승을 이끌었다. 대회 후, 그는 터키의 페네르바흐체 감독이 되었는데, 터키에서의 1년은 그의 조국 스페인 밖에서 감독일을 한 유일한 시기였다. 2014년 2월 1일, 그는 75세의 나이로 영면했다.

## 선수 경력

### 초기 경력
아라고네스는 1957년에 헤타페 데포르티보에서 프로 무대 신고식을 치렀는데, 그곳에서의 활약으로 "요정"이라는 별칭이 붙었다. 1958년, 그는 레알 마드리드에 입단했지만 1군으로 도약하지 못했다. 그는 레크레아티보와 에르쿨레스로 다른 구단으로 임대되어 떠나거나, 레알 마드리드의 2군인 플루스 울트라에서 활약하는 데에 만족해야 했다. 1960년, 그는 오비에도로 이적하여 라 리가 첫 경기를 치렀다. 1961년부터 1964년까지, 그는 베티스 소속으로 86번의 리그 경기에 출전해 33골을 넣었다.

### 아틀레티코 마드리드
1964년, 아라고네스는 아틀레티코 마드리드로 이적했는데, 그는 전매특허 직접 프리킥으로 이름을 날리며 왕신발(Zapatones)이라는 별명이 붙었다. 아라고네스는 이적 첫 해에 우승을 거두는 성과를 거두었는데, 코파 델 헤네랄리시모(당시 국내 컵대회 명칭은 프란시스코 프랑코의 치하였기에 대장군컵이라고 했으며, 오늘날의 코파 델 레이와 형식이 동일하다)를 우승했다. 그는 이듬해인 1965-66 시즌에 아틀레티코를 도와 라 리가 우승을 거두었고, 1969-70 시즌에는 다시 리그 정상에 오르는 것은 물론 리그 최다 득점자로서 아틀레티코 마드리드의 동료 공격수인 호세 에울로히오 가라테와 레알 마드리드의 아만시오와 함께 피치치의 공동 주인공이 되었다. 1972-73 시즌, 아라고네스는 자신의 두 번째 컵대회와 세 번째 리그를 동시에 석권하였다. 이듬해, 아틀레티코는 유러피언컵 결승전에 올라 독일 리그를 제패한 바이에른 뮌헨을 상대하였다. 이 경기에서, 아라고네스는 연장전 막판에 아틀레티코의 1-0 선제골을 뽑아내었다. 그러나 119분에 한스-게오르크 슈바첸베크에게 동점골을 허락하면서, 경기는 재경기로 이어졌고, 여기에서 바이에른에 0-4로 대패했다. 얼마 지나지 않아 그는 축구화를 벗고 같은 해에 아틀레티코 마드리드의 신임 감독으로 취임했다. 현재를 기준으로 아라고네스는 아틀레티코 마드리드의 역대 최다 득점 선수이며 역대 최다 경기 출전 9위에 이름을 올렸다.

### 국가대표팀
아라고네스는 1965년 5월 8일 0-0으로 비긴 스코틀랜드와의 원정 친선 경기에서 국가대표팀 첫 경기를 치렀다. 그가 스페인 국가대표팀 일원으로 득점한 첫 골은 리옹에서 열린 프랑스와의 1968년 10월 17일자 경기에서 터졌는데, 그의 7번째 국가대표팀 경기는 3-1 승리로 마무리되었다. 그는 10번째와 11번째 국가대표팀 경기에 주장 완장을 차고 뛰었는데, 1970년 11월 11일에 세비야에서 열린 북아일랜드와의 UEFA 유로 1972 예선전 경기에서 3-0으로 이겼다. 그는 이 경기에서도 득점자 명단에 이름을 올렸다.

## 감독 경력

### 국내 리그

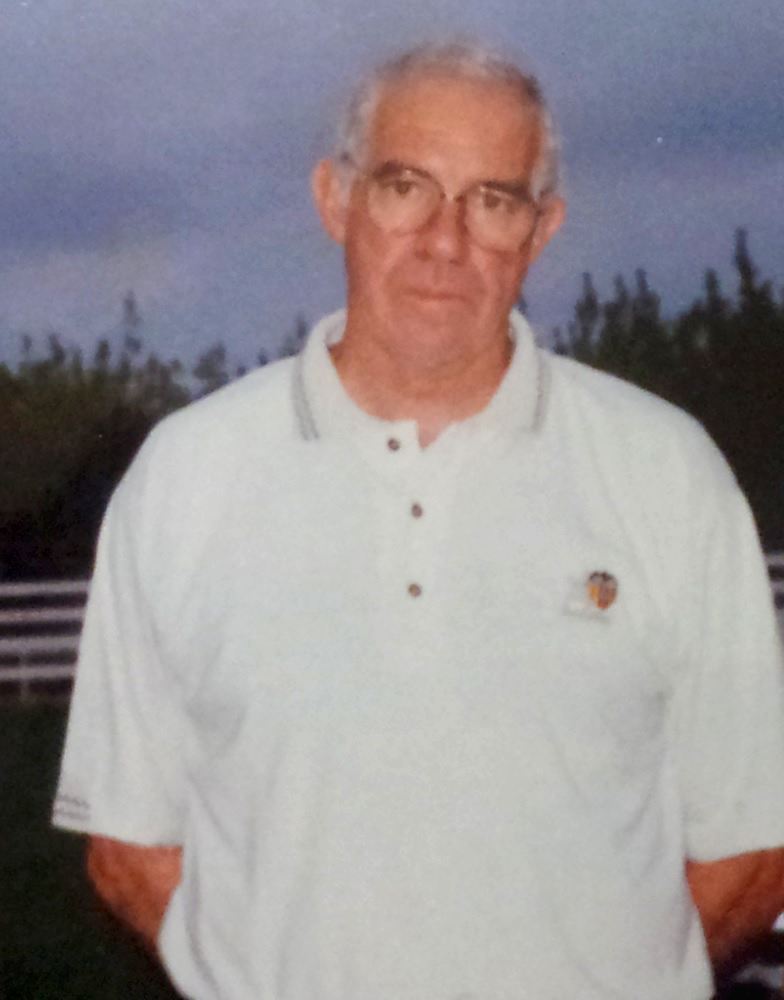
1995-96 시즌, 발렌시아 감독을 역임했던 아라고네스

아틀레티코 마드리드의 사령탑 1년차에, 아라고네스는 아틀레티코 마드리드가 코파 리베르타도레스를 우승한 아르헨티나의 인데펜디엔테를 상대로 벌인 두 차례 1974년 인터콘티넨털컵에서 합계 2-1로 이겨 우승으로 이끌었다. 이후 아틀레티코 마드리드는 코파 델 헤네랄리시모와 라 리가에서도 우승을 차지했는데, 1975-76 시즌에는 컵대회를 1976-77 시즌에는 리그를 차례로 우승하였다.
아틀레티코 마드리드 감독을 6년 맡았던 아라고네스는 1981년에 베티스의 감독이 되었다. 그러나, 그의 안달루시아 생활은 짧았는데, 1982년에 다시 비센테 칼데론으로 돌아갔다. 아틀레티코 마드리드 2기에는 1984-85 시즌에 역사적인 2관왕 문턱가지 왔었는데, 코파 델 레이는 우승했지만 라 리가에서는 안타깝게 준우승을 차지했다. 이듬해, 아틀레티코는 유러피언 컵위너스컵 결승전에 올랐지만, 디나모 키예프 앞에서 0-3으로 무너졌다. 아라고네스의 성공적인 행보를 눈여겨 보던 바르셀로나는 그르 1987년에 모셔왔고, 1987-88 시즌 단 1년을 보내면서 코파 델 레이 우승을 거두었다. 그의 다음 행선지는 같은 바르셀로나를 연고로 하는 에스파뇰이었고, 이어서 아틀레티코 마드리드 3기 감독직을 시작하여 1991-92 시즌에 6번째 코파 델 레이를 우승했다.
1993년에 아틀레티코 마드리드 감독직 3기가 끝나면서, 그는 세비야, 발렌시아, 베티스, 오비에도, 그리고 마요르카의 감독을 차례로 맡았다. 이 기간 동안 아라고네스 감독이 거둔 가장 큰 성과는 발렌시아를 이끌고 1995-96 시즌에 4점 차로 준우승을 거둔 것이었다.
2001년 세군다 디비시온으로 친정팀이 추락하자, 아라고네스는 아틀레티코 마드리드 감독직 4기를 시작하여 2001-02 시즌에 리그 1위로 라 리가 무대로 성공적인 복귀를 이루어냈다. 그는 아틀레티코 마드리드에서의 마지막 임기를 2003년에 마쳤는데, 그는 8번의 주요 대회 우승을 거두어 구단 역대 최고의 감독으로 기록되어 있다.
10월 2일, 아라고네스는 자이메 파셰쿠를 성적 부진으로 해임한 마요르카로 돌아가 2003-04 시즌을 보냈다. 그는 마요르카를 이끌고 시즌을 리그 11위로 마무리했다. 2014년 7월 1일, 그는 UEFA 유로 2004에서 조별 리그에서 일찍 탈락해 대대적으로 지지를 잃고 사임한 이냐키 사에스의 바통을 이어받아 스페인 국가대표팀의 감독이 되었다.

### 스페인 국가대표팀

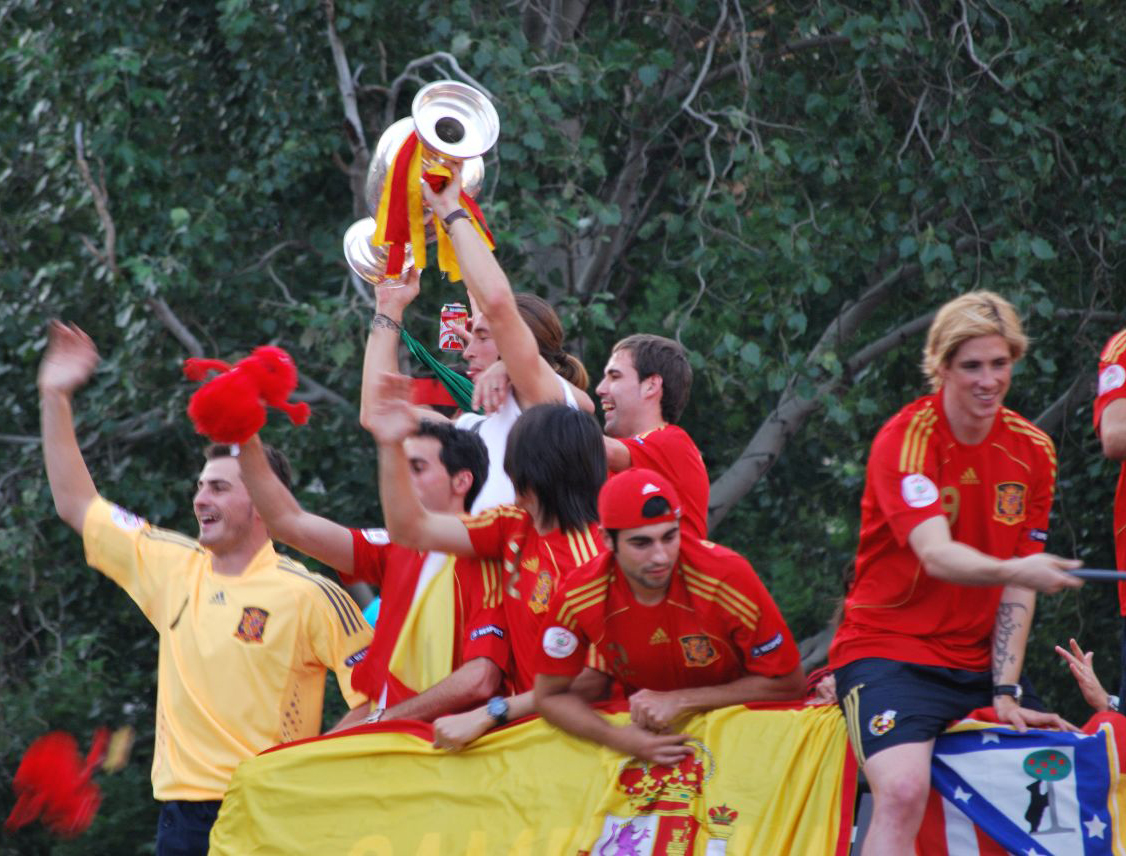
스페인의 아라고네스호는 UEFA 유로 2008을 우승했다. 위 사진은 대회를 우승하고 마드리드 뒤풀이에서 환호하는 선수들이다.

UEFA 유로 2004에서 굴욕적인 성적표를 받아들은 국가대표팀의 지휘봉을 잡은 아라고네스는 미첼 살가도나 라울 같은 노련한 선수들을 내치고 신예들을 새로이 전면에 배치했다. 아라고네스호의 스페인은 2006년 FIFA 월드컵 예선전을 무패로 끝냈지만, 세르비아 몬테네그로에 밀려 조 2위로 밀려났고, 그에 따라 슬로바키아를 상대하고 나서야 본선에 안착할 수 있었다. 스페인은 플레이오프전에서 합계 6-2로 이겼는데, 1차전에서는 루이스 가르시아가 해트트릭으로 5-1 대승을 견인했다. 대회 본선에서 스페인은 프랑스와 16강전에서 격돌하기 전까지 조별 리그 3경기를 모두 이겼다. 다비드 비야가 페널티킥으로 선제골을 기록했지만, 프랑크 리베리, 파트리크 비에라, 그리고 지네딘 지단에게 연달아 골을 내주어 1-3으로 패하였다. 스페인 선수들이 물리적 힘이 약하다는 것을 깨달은 아라고네스는 짧은 패스로 연계하는 티키-타카 전술을 채택했는데, 이는 나중에 바르셀로나의 경기 전개 방식으로 통하게 되었으며, 스페인 축구 역사상 가장 혁신적인 전술 변화를 초래하였다.
아라고네스는 국가대표팀 감독을연임하여 UEFA 유럽 축구 선수권 대회 예선 기간 동안 선수들의 발전 추이를 주시했다. 아라고네스호는 북아일랜드에 2-3, 스웨덴에 0-2로 각각 원정과 안방에서 패하는 것으로 불안히 시작했는데, 그 두 경기의 결과 아라고네스의 지위에 의문이 제기되었다. 스페인은 빠르게 반등하여 같이 본선행 열차에 탑승한 스웨덴과 예선에서 탈락한 덴마크를 따돌리고 조 1위로 예선을 마감했다.
아라고네스는 스페인의 UEFA 유로 2008 우승을 이끌었는데, 독일과의 결승전에서 페르난도 토레스가 1-0 결승골을 기록하면서 스페인은 1964년 이래 처음으로 국제 대회에서 우승을 차지하게 되었다. 아라고네스는 미신을 믿어 황색 공포증이 있었는데, 러시아와의 준결승전에서 스페인 국가대표팀 선수들이 입은 원정 유니폼을 "황색"이 아니라 "겨자색"이라고 부른 데에 있었다.
비센테 델 보스케 후임 국가대표팀 감독은 그의 티키-타카 전술을 계승하여 스페인이 더 많은 대회를 우승해 전성기를 열도록 했다.

### 페네르바흐체
6월 말까지 감독직 제의에 관한 사실을 부인한 후, 아라고네스는 지쿠의 뒤를 이어 2008년 7월 5일에 터키 쉬페르리그의 페네르바흐체 감독이 되었다. 그는 2년 계약을 맺고 취임 1년차에 리그를 우승할 포부를 밝혔다. 그러나, 페네르바흐체는 리그를 4위로 마감하였고, 2009년 6월 2일에 시즌이 끝나면서 감독직을 그만두어야 했다.

## 감독 통계
| 구단                | 국가      | 취임             | 해임             | 기록 | 기록 | 기록 | 기록 | 기록  | 주     |
| 구단                | 국가      | 취임             | 해임             | 전   | 승   | 무   | 패   | 율 %  | 주     |
| ------------------- | --------- | ---------------- | ---------------- | ---- | ---- | ---- | ---- | ----- | ------ |
| 아틀레티코 마드리드 | 스페인    | 1974년 11월 26일 | 1978년 5월 8일   | 169  | 84   | 36   | 49   | 49.70 |        |
| 아틀레티코 마드리드 | 스페인    | 1978년 10월 10일 | 1978년 11월 7일  | 5    | 3    | 2    | 0    | 60.00 |        |
| 아틀레티코 마드리드 | 스페인    | 1979년 6월 5일   | 1980년 3월 17일  | 35   | 14   | 11   | 10   | 40.00 |        |
| 베티스              | 스페인    | 1981년 4월 29일  | 1981년 9월 20일  | 3    | 2    | 0    | 1    | 66.67 |        |
| 아틀레티코 마드리드 | 스페인    | 1982년 4월 27일  | 1986년 6월 10일  | 210  | 110  | 46   | 54   | 52.38 |        |
| 아틀레티코 마드리드 | 스페인    | 1987년 2월 3일   | 1987년 6월 28일  | 25   | 13   | 3    | 9    | 52.00 |        |
| 바르셀로나          | 스페인    | 1987년 9월 23일  | 1988년 5월 23일  | 50   | 23   | 13   | 14   | 46.00 |        |
| 에스파뇰            | 스페인    | 1990년 6월 12일  | 1991년 6월 11일  | 46   | 17   | 12   | 17   | 36.96 |        |
| 아틀레티코 마드리드 | 스페인    | 1991년 6월 11일  | 1993년 2월 2일   | 79   | 44   | 15   | 20   | 55.70 | [ 34 ] |
| 세비야              | 스페인    | 1993년 6월 22일  | 1995년 6월 19일  | 90   | 38   | 26   | 26   | 42.22 | [ 35 ] |
| 발렌시아            | 스페인    | 1995년 6월 28일  | 1996년 11월 17일 | 69   | 37   | 13   | 19   | 53.62 | [ 36 ] |
| 베티스              | 스페인    | 1997년 6월 30일  | 1998년 5월 16일  | 48   | 21   | 11   | 16   | 43.75 | [ 37 ] |
| 오비에도            | 스페인    | 1999년 6월 23일  | 2000년 5월 22일  | 44   | 14   | 13   | 17   | 31.82 | [ 38 ] |
| 마요르카            | 스페인    | 2000년 6월 27일  | 2001년 6월 24일  | 44   | 25   | 11   | 8    | 56.82 | [ 39 ] |
| 아틀레티코 마드리드 | 스페인    | 2001년 6월 24일  | 2003년 6월 23일  | 87   | 39   | 22   | 26   | 44.83 | [ 40 ] |
| 마요르카            | 스페인    | 2003년 10월 9일  | 2004년 7월 1일   | 40   | 17   | 5    | 18   | 42.50 | [ 41 ] |
| 스페인              | 스페인    | 2004년 7월 1일   | 2008년 6월 30일  | 54   | 38   | 12   | 4    | 70.37 | [ 42 ] |
| 페네르바흐체        | 튀르키예  | 2008년 7월 5일   | 2009년 6월 2일   | 53   | 28   | 11   | 14   | 52.83 | [ 43 ] |
| 경력 합계           | 경력 합계 | 경력 합계        | 경력 합계        | 1151 | 567  | 262  | 322  | 49.26 | —      |

## 수상

### 선수
아틀레티코 마드리드
- 라 리가: 1965–66, 1969–70, 1972–73
- 코파 델 레이: 1964–65, 1971–72
- 유러피언컵 준우승: 1973–74

개인
- 피치치: 1969–70[44][45]
- 아틀레티코 마드리드 역대 최다 득점 선수: 172골[46]

### 감독
아틀레티코 마드리드
- 라 리가: 1976–77
- 코파 델 레이: 1975–76, 1984–85, 1991–92
- 수페르코파 데 에스파냐: 1985
- 세군다 디비시온: 2001–02
- 인터콘티넨털컵: 1974

바르셀로나
- 코파 델 레이: 1987–88

스페인
- UEFA 유럽 축구 선수권 대회: 2008

개인
- 돈 발론 올해의 감독: 1976–77[47]
- 마르카 전설: 2008[48]
- IFFHS 올해의 국가대표팀 감독: 2008[49]
- 마드리드 지방 금메달: 2014[50]

## 티에리 앙리 논란
2004년, 아라고네스는 스페인 국가대표팀 감독으로 취임했다. 같은 해 국가대표팀 훈련에서 스페인의 TV 촬영자는 아라고네스 감독이 호세 안토니오 레예스한테 레예스의 아스널 흑인 동료인 티에리 앙리에 대해 다음과 같이 말하는 것을 촬영했다:
그 검둥이 녀석한테 네가 그보다 훨씬 낫다고 전해라. 망설이지 말고, 말해라. 내가 그렇게 말했다고 전해라. 너 자신을 믿으라고, 너는 그 검둥이 녀석보다 낫단 말이야.

그의 이런 발언은 영어권 언론을 달구었고, 아라고네스가 해임되든지 직위 정지를 하든지 조직을 취해야 한다고 항의했는데, 스페인 왕립 축구 연맹은 "그의 발언은 직위를 정지하거나, 해임할 정도로 극심하지 않은 것으로 판단했다"라고 응답했다. 경기 중에 있었던 일을 수사하던 UEFA는 스페인 왕립 축구 연맹에 100,000 CHF(US$87,000)의 벌금령을 내렸고, 추후에 비슷한 일이 반복될 경우 더 큰 징계를 받을 것임을 경고했다. UEFA는 이후에 받을 수 있는 더 큰 징계로 주요 대회 참가 자격 정지나 스페인 국가대표팀의 안방 무관중 경기라고 귀띔하였다.
이 발언에 대해, 아라고네스는 공적으로 자신이 인종차별주의자가 아니며, 자신도 흑인 친구가 있다고 증언했다. 브라질 태생의 흑인 미드필더 마르코스 세나는 다음과 같이 아라고네스 감독을 변호했다:
감독님은 인종차별주의자가 아닙니다. [전 스페인 국가대표 수비수였던] 도나투도 흑인인데, 그와 절친한 사이이십니다. 뭔가 말씀이 잘못 누설되었고, 감독님 말씀에 오해가 있던 것 같습니다. 감독님께서는 저를 스페인 국가대표팀으로 부르셨고, 감독님께서 인종차별주의자로 사람들이 오해한 되에는 제가 국가대표팀에서 어떻게 부르시는지 알게 되면 해명할 수 있습니다. 저는 감독님께서 어떻게 저를 대하시고 어떻게 좋아하시는지 이해합니다. 감독님께서는 저를 "브라질인"이라고 부르십니다. 제가 훈련에서 프리킥을 찰 때 가끔은 감독님께서 "야 브라질인, 프리킥을 그렇게 차지 말고, 넬리뉴[1978년 FIFA 월드컵에서 득점을 올린 선수]처럼 추풍낙엽[folha seca]같이 차"라고 외치십니다. 감독님은 놀라우신 분이신데, 감독님께서는 진지하시다가도, 농담을 건네시기도 하십니다. 선수들도 아라고네스 감독님을 사랑합니다.

아라고네스는 이후 잉글랜드가 구 식민지 국가 혈통의 선수들이 2004년 11월에 스페인과 경기를 벌일 때 비백인 잉글랜드 선수들한테 인종차별적인 폭언이 쏟아졌던 일에 대해 비판을 하였다. 그의 비판은 프로 축구인 조합의 행정 회원이자 반 인종차별 단체 킥 잇 아웃의 일원인 보비 반스가 아라고네스가 구 식민지계 선수들을 두둔한 것을 "...자신의 부적절한 언행을 두둔하기 위한 수치스러운 발언"이라며 맞비판했다.

## 최후와 유산
아라고네스는 2014년 2월 1일 오전 6시 15분에 마드리드 푸엥카랄-엘 파르도의 CEMTRO 병원에서 백혈병으로 영면에 들었다.
스페인 왕립 축구 연맹은 "국제 무대에서 성공 시대를 연" 감독의 타계 소식에 "슬픔과 충격"에 빠졌다는 성명문을 발표했다. 디에고 시메오네 아틀레티코 마드리드의 현임 감독은 아라고네스가 세상을 떠난 날 당일, "여기서 저는 유족 분들께 매우 인상깊은 한마디를 건네고자 합니다. 아틀레티코의 모두가 우리 구단과 스페인 축구 역사에 중요한 족적을 남긴 분을 잃게 되어 힘드리라 생각합니다"라고 입을 열었다. 아라고네스의 스페인 국가대표팀 후임 감독인 비센테 델 보스케는 "우리는 아침에 슬픈 소식을 듣고 일어났습니다. 루이스 아라고네스는 우리 대표팀 성공의 아버지이십니다. 우리는 그의 장에 남아 우리 기억 속에 그를 간직할 것입니다"라고 말했다.
그의 장례식은 2월 2일 마드리드에서 진행되었는데, 카를레스 푸욜, 세스크 파브레가스, 안드레스 이니에스타, 차비 에르난데스 등의 스페인 국가대표팀 선수들이 참여했다. 그는 알코벤다스의 라 파스 공동묘지에 묻혔다.
2014 UEFA 챔피언스리그 결승전에서 아틀레티코 마드리드는 옷깃 안쪽에 아라고네스의 이름이 금색으로 새겨진 유니폼을 입고 뛰었다.
아틀레티코 마드리드는 2019-20 시즌 구단 회원 카드에 루이스 아라고네스를 새겨 그를 기렸다.
아틀레티코 마드리드의 안방 구장인 에스타디오 메트로폴리타노 밖에는 그를 기리는 기념비를 세울 예정이다.